# ざ・ウタバン本番中!!
『ざ・ウタバン本番中!!』（ざ・ウタバンほんばんちゅう）は、1976年4月4日から同年6月27日までNETテレビ（現・テレビ朝日）で放送されていた歌謡番組である。全13回。放送時間は毎週日曜 18:25 - 18:55 （日本標準時）。
18:00からの55分番組だった『決定版 あなたをスターに!』の終了後、半年間の再放送（『正義のシンボル コンドールマン』→『キューティーハニー』）を経てスタートした歌謡番組である。

## 出演者

### 各回のゲスト
| 回 | 放送日  | ゲスト           |
| -- | ------- | ---------------- |
| 1  | 4月4日  | 加山雄三ほか     |
| 2  | 4月11日 | 森昌子、千昌夫   |
| 3  | 4月18日 | 森進一、美川憲一 |
| 4  | 4月25日 | 八代亜紀、豊川誕 |
| 5  | 5月2日  | 堺正章、井上順   |
| 6  | 5月9日  | 堺正章、井上順   |
| 7  | 5月16日 | 西城秀樹         |
| 8  | 5月23日 | 和田アキ子       |
| 9  | 5月30日 | フィンガー5      |
| 10 | 6月6日  | 西城秀樹         |
| 11 | 6月13日 | 夏木マリ         |
| 12 | 6月20日 | （不明）         |
| 13 | 6月27日 | フォーリーブス   |